# オファ (マーシア王)
オファ（古英語: Offa、796年7月29日没、オッファとも）は、イングランド七王国時代のマーシア王国の王。
757年、強勢を誇ったエゼルバルド王が衛兵に殺害され内乱状態となったマーシア国を鎮めて王となり、周辺の小国ウィッチェやマゴンサエテなどを従属させミッドランド（イングランド中央部）における支配を確立した。その後七王国のエセックス王国、ケント王国、サセックス王国、ウェセックス王国にマーシアの宗主権を認めさせ、イースト・アングリア王国ではエゼルベルト王の首を刎ね同国を服属させた。残るノーサンブリア王国はマーシアに従属することはなかったが、オファは娘を同国に嫁がせて軍事同盟関係を結んだ。またウェールズとの国境地帯には南北200kmに及ぶ長大な土塁を造り、ウェールズ人（ブリトン人）の来襲に備えた。この土塁は「オファの防塁」と呼ばれ、現在も遺構がイングランドに残っている。
内政ではローマ教皇ハドリアヌス1世を説き伏せてリッチフィールドに新たに大司教座を設けさせ、息子エグフリッドのために戴冠の儀式（聖別式）を行った。またオファの発行したペニー銀貨は高品質かつ量目が一定で信用力があり、その後長きにわたってイングランド通貨の基礎となった。銀貨に刻まれた刻印や勅許状（チャーター、特権書）で、オファは主に「マーシア王（Rex Merciorium）」との称号を使ったが、一部には「アングル人の王（Rex Anglorum）」と称したものもある。大陸フランク王国のカール大帝とは、子女の婚姻を巡って一時対立したものの、対等の関係で通商協定を結ぶなど一定の立場を堅持した。
オファはアルフレッド大王以前でもっとも強大なアングロサクソンの王と評され、その統治時代はイングランドが統一への歩みを速めた王権発達の画期とされるが、一方でその権力はオファ個人の資質に依拠する所が大きく、死後マーシアの隆盛は永くは続かなかった。オファは796年に死去し、王位は息子エグフリッドが継承したが在位5か月にも満たずに死去し、遠縁のケンウルフ（チェンワルフ）がマーシア王となるがその勢いはオファに及ばす、825年マーシアはウェセックス王エグバートに敗れその属国となった。

## 時代背景と同時代資料

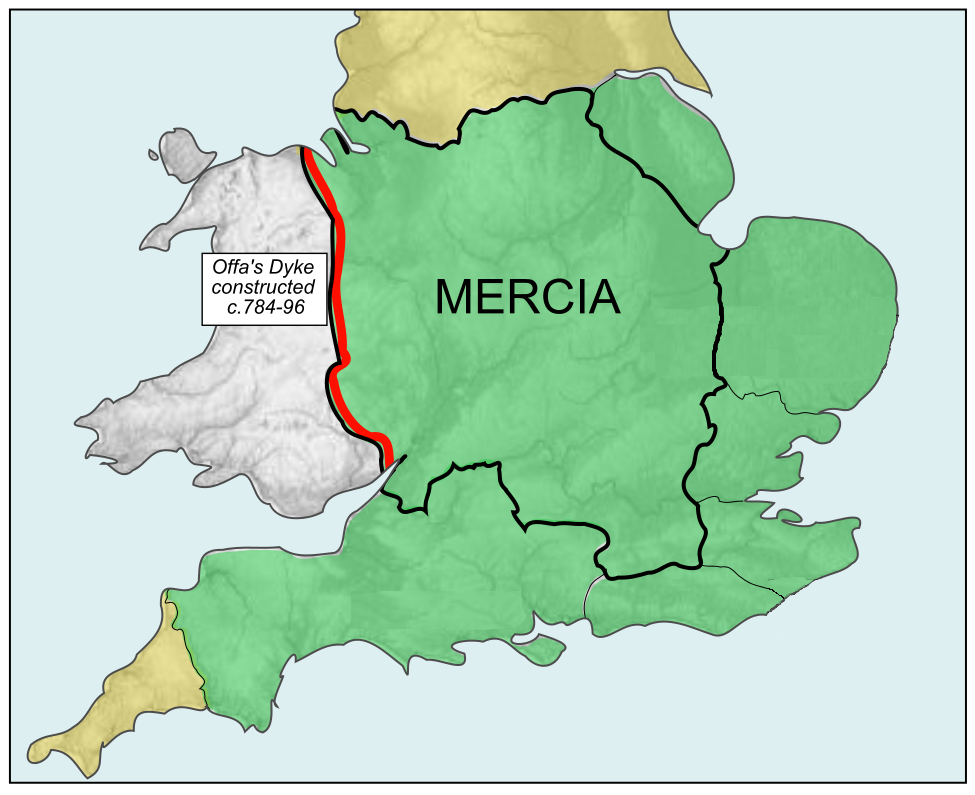
オファ時代のマーシア王国の版図（緑部分）

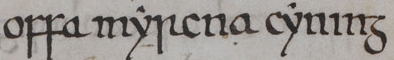
『アングロサクソン年代記』におけるオファへの言及箇所

8世紀前半、アングロサクソンの支配者はマーシア王エゼルバルドであった。エゼルバルドは、731年までにイングランド中東部のハンバー川以南を支配下に置くなど、7世紀半ばから9世紀初頭にかけて登場した強大なマーシア王の一人であり、こうしたマーシアの勢いは9世紀のウェセックス王エグバートの時代まで続いた。
オファはその手にした権力と地位から中世前期ブリテン島諸国においてもっとも重要な支配者であったが、同時代の伝記などは残っていない。この時期の重要な資料にアングロサクソン史を古英語で綴った年代記の集成である『アングロサクソン年代記』があるが、この『年代記』の執筆、編纂はおそらく西サクソン（ウェセックス）で行われたものであり、多分にウェセックス寄りと見られる記述もあることからマーシアのオファが得た権勢を正確に伝えているとは限らない。他方、オファ治世の勅許状からオファの権力をうかがうことができる。勅許状（特権状、地権書、charter チャーター）とは、従士や教会関係者に所領（土地）や特権を認める文書で、土地を与える権限を持っていた王がその証人となった。勅許状に添付される証人一覧には、主権者である王に加えその上王（大王 overload）の両方の名前が記録されていることがある。例えばイスメレ勅許状  (Ismere Diploma)  にはウィッチェ王オスヘレ（Oshere）の息子エゼルリック（Æthelric）の名がマーシア王エゼルバルドの下王（"subregulus"）として記載されている
。8世紀の修道士で歴史家のベーダが著した『英国民教会史』は、記述が731年までに限られはするがアングロサクソン史における主要史料のひとつで、オファ治世についても重要な情報が得られる。
オファ時代にその大部分が建設されたとされる「オファの防塁」は、オファの統治力の高さを示す遺構である。この他現存する資料に『トライバル・ハイデイジ』（7-9世紀ごろイングランドでまとめられた、アングロ・サクソン35部族の一覧書）があり、これをオファの支配域を示すさらなる史料とする説もあるが、作成年代がオファ治世のものかについては異論もある。またこの時代の重要な書簡集として、特にシャルルマーニュ（カール大帝）の宮廷で10年以上を過ごし、シャルルマーニュの最高顧問の一人としてイングランド全土の王、貴族、聖職者と交信したアングロサクソン人の修道士、神学者アルクィンの書簡集がある。アルクィンの書簡集はオファとヨーロッパ大陸との関係を明らかにする点で特筆すべきものであり、オファの硬貨がカロリング朝の硬貨を基本としていることなどもこの書簡から判明した。

## 先祖と家族

オファ親族系図

アングロサクソン王家の系譜集である『アングリアン・コレクション』に、オファの祖先である4人のマーシア王の系図が記載されている。4人の王はいずれも7世紀初頭にマーシアを支配したピュバの子孫であり、オファはピュバの息子の一人エオワの子孫で、その血筋はオスモド（Osmod、オズモンドとも）、エアンウルフ（Eanwulf）からジングフリッド（Thingfrith）を経てオファへとつながる。オファの先代にあたるマーシア王で、マーシアをおよそ40年間統治したエゼルバルドも、系譜によればエオワの子孫であり、オファの祖父エアンウルフはエゼルバルドのいとこにあたる。エゼルバルドはエアンウルフのウィッチェ所領に対して勅許状を発行していることから、オファとエゼルバルドは一族の同支族出身であった可能性がある。ある勅許状にはオファがエゼルバルドの血縁者とあり、エゼルバルドの兄弟ヘアドベルフトHeardberht　はオファが権力の座に就いた後も勅許状の証人リストにその名が記載されている
オファの妻キュネスリスの家系については不明である。二人にはエグフリッドという息子の他、少なくともエルフレダ（Ælfflæd）、エアドブルフ、エゼルブルフ（Æthelburh）という3人の娘がいた。エゼルブルフはウィッチェ王エアルドレッド (Ealdred, king of the Hwicce) の近親者で女子修道院長とも推測されているが、この時代には他にもエゼルブルフという名の著名な女性がいる。
6世紀末のクレオダから、エオワを経て8世紀末のオファ、エグフリッドに至るマーシア王の系図。数字は在位年。
|  |  |  |  | クレオダ 585-593?    |                      |                      |                      |                      |                      |  |  |                  |                |                |                |                |                |  |  |                |                |                |                |                |                |  |  |                    |                    |                    |                    |                    |                    |                   |                   |                        |                        |                        |                        |                        |                        |  |  |  |  |  |  |  |  |  |  |  |  |  |  |  |  |  |  |  |  |  |  |  |  |  |  |  |  |  |  |
|  |  |  |  |                      |                      |                      |                      |                      |                      |  |  |                  |                |                |                |                |                |  |  |                |                |                |                |                |                |  |  |                    |                    |                    |                    |                    |                    |                   |                   |                        |                        |                        |                        |                        |                        |  |  |  |  |  |  |  |  |  |  |  |  |  |  |  |  |  |  |  |  |  |  |  |  |  |  |  |  |  |  |
|  |  |  |  | ピュバ 593-606?      | ピュバ 593-606?      | ピュバ 593-606?      | ピュバ 593-606?      | ピュバ 593-606?      | ピュバ 593-606?      |  |  |                  |                |                |                |                |                |  |  |                |                |                |                |                |                |  |  |                    |                    | チェルル 606-626?  | チェルル 606-626?  | チェルル 606-626?  | チェルル 606-626?  | チェルル 606-626? | チェルル 606-626? |                        |                        |                        |                        |                        |                        |  |  |  |  |  |  |  |  |  |  |  |  |  |  |  |  |  |  |  |  |  |  |  |  |  |  |  |  |  |  |
|  |  |  |  | ピュバ 593-606?      | ピュバ 593-606?      | ピュバ 593-606?      | ピュバ 593-606?      | ピュバ 593-606?      | ピュバ 593-606?      |  |  |                  |                |                |                |                |                |  |  |                |                |                |                |                |                |  |  |                    |                    | チェルル 606-626?  | チェルル 606-626?  | チェルル 606-626?  | チェルル 606-626?  | チェルル 606-626? | チェルル 606-626? |                        |                        |                        |                        |                        |                        |  |  |  |  |  |  |  |  |  |  |  |  |  |  |  |  |  |  |  |  |  |  |  |  |  |  |  |  |  |  |
|  |  |  |  |                      |                      |                      |                      |                      |                      |  |  |                  |                |                |                |                |                |  |  |                |                |                |                |                |                |  |  |                    |                    |                    |                    |                    |                    |                   |                   |                        |                        |                        |                        |                        |                        |  |  |  |  |  |  |  |  |  |  |  |  |  |  |  |  |  |  |  |  |  |  |  |  |  |  |  |  |  |  |
|  |  |  |  | エオワ 626-642?      | エオワ 626-642?      | エオワ 626-642?      | エオワ 626-642?      | エオワ 626-642?      | エオワ 626-642?      |  |  |                  |                |                |                |                |                |  |  | ペンダ 626-655 | ペンダ 626-655 | ペンダ 626-655 | ペンダ 626-655 | ペンダ 626-655 | ペンダ 626-655 |  |  |                    |                    |                    |                    |                    |                    |                   |                   |                        |                        |                        |                        |                        |                        |  |  |  |  |  |  |  |  |  |  |  |  |  |  |  |  |  |  |  |  |  |  |  |  |  |  |  |  |  |  |
|  |  |  |  | エオワ 626-642?      | エオワ 626-642?      | エオワ 626-642?      | エオワ 626-642?      | エオワ 626-642?      | エオワ 626-642?      |  |  |                  |                |                |                |                |                |  |  | ペンダ 626-655 | ペンダ 626-655 | ペンダ 626-655 | ペンダ 626-655 | ペンダ 626-655 | ペンダ 626-655 |  |  |                    |                    |                    |                    |                    |                    |                   |                   |                        |                        |                        |                        |                        |                        |  |  |  |  |  |  |  |  |  |  |  |  |  |  |  |  |  |  |  |  |  |  |  |  |  |  |  |  |  |  |
|  |  |  |  |                      |                      |                      |                      |                      |                      |  |  |                  |                |                |                |                |                |  |  |                |                |                |                |                |                |  |  |                    |                    |                    |                    |                    |                    |                   |                   |                        |                        |                        |                        |                        |                        |  |  |  |  |  |  |  |  |  |  |  |  |  |  |  |  |  |  |  |  |  |  |  |  |  |  |  |  |  |  |
|  |  |  |  | アルウェオ           | アルウェオ           | アルウェオ           | アルウェオ           | アルウェオ           | アルウェオ           |  |  | オズモンド       | オズモンド     | オズモンド     | オズモンド     | オズモンド     | オズモンド     |  |  | ペアダ 655-656 | ペアダ 655-656 | ペアダ 655-656 | ペアダ 655-656 | ペアダ 655-656 | ペアダ 655-656 |  |  | ウルフヘレ 658-675 | ウルフヘレ 658-675 | ウルフヘレ 658-675 | ウルフヘレ 658-675 | ウルフヘレ 658-675 | ウルフヘレ 658-675 |                   |                   | エゼルレッド 675-704   | エゼルレッド 675-704   | エゼルレッド 675-704   | エゼルレッド 675-704   | エゼルレッド 675-704   | エゼルレッド 675-704   |  |  |  |  |  |  |  |  |  |  |  |  |  |  |  |  |  |  |  |  |  |  |  |  |  |  |  |  |  |  |
|  |  |  |  | アルウェオ           | アルウェオ           | アルウェオ           | アルウェオ           | アルウェオ           | アルウェオ           |  |  | オズモンド       | オズモンド     | オズモンド     | オズモンド     | オズモンド     | オズモンド     |  |  | ペアダ 655-656 | ペアダ 655-656 | ペアダ 655-656 | ペアダ 655-656 | ペアダ 655-656 | ペアダ 655-656 |  |  | ウルフヘレ 658-675 | ウルフヘレ 658-675 | ウルフヘレ 658-675 | ウルフヘレ 658-675 | ウルフヘレ 658-675 | ウルフヘレ 658-675 |                   |                   | エゼルレッド 675-704   | エゼルレッド 675-704   | エゼルレッド 675-704   | エゼルレッド 675-704   | エゼルレッド 675-704   | エゼルレッド 675-704   |  |  |  |  |  |  |  |  |  |  |  |  |  |  |  |  |  |  |  |  |  |  |  |  |  |  |  |  |  |  |
|  |  |  |  | エゼルバルド 716-757 | エゼルバルド 716-757 | エゼルバルド 716-757 | エゼルバルド 716-757 | エゼルバルド 716-757 | エゼルバルド 716-757 |  |  | エアンウルフ     | エアンウルフ   | エアンウルフ   | エアンウルフ   | エアンウルフ   | エアンウルフ   |  |  |                |                |                |                |                |                |  |  | ケンレッド 704-709 | ケンレッド 704-709 | ケンレッド 704-709 | ケンレッド 704-709 | ケンレッド 704-709 | ケンレッド 704-709 |                   |                   | チェオルレッド 709-716 | チェオルレッド 709-716 | チェオルレッド 709-716 | チェオルレッド 709-716 | チェオルレッド 709-716 | チェオルレッド 709-716 |  |  |  |  |  |  |  |  |  |  |  |  |  |  |  |  |  |  |  |  |  |  |  |  |  |  |  |  |  |  |
|  |  |  |  | エゼルバルド 716-757 | エゼルバルド 716-757 | エゼルバルド 716-757 | エゼルバルド 716-757 | エゼルバルド 716-757 | エゼルバルド 716-757 |  |  | エアンウルフ     | エアンウルフ   | エアンウルフ   | エアンウルフ   | エアンウルフ   | エアンウルフ   |  |  |                |                |                |                |                |                |  |  | ケンレッド 704-709 | ケンレッド 704-709 | ケンレッド 704-709 | ケンレッド 704-709 | ケンレッド 704-709 | ケンレッド 704-709 |                   |                   | チェオルレッド 709-716 | チェオルレッド 709-716 | チェオルレッド 709-716 | チェオルレッド 709-716 | チェオルレッド 709-716 | チェオルレッド 709-716 |  |  |  |  |  |  |  |  |  |  |  |  |  |  |  |  |  |  |  |  |  |  |  |  |  |  |  |  |  |  |
|  |  |  |  |                      |                      |                      |                      |                      |                      |  |  | ジングフリッド   |                |                |                |                |                |  |  |                |                |                |                |                |                |  |  |                    |                    |                    |                    |                    |                    |                   |                   |                        |                        |                        |                        |                        |                        |  |  |  |  |  |  |  |  |  |  |  |  |  |  |  |  |  |  |  |  |  |  |  |  |  |  |  |  |  |  |
|  |  |  |  |                      |                      |                      |                      |                      |                      |  |  |                  |                |                |                |                |                |  |  |                |                |                |                |                |                |  |  |                    |                    |                    |                    |                    |                    |                   |                   |                        |                        |                        |                        |                        |                        |  |  |  |  |  |  |  |  |  |  |  |  |  |  |  |  |  |  |  |  |  |  |  |  |  |  |  |  |  |  |
|  |  |  |  | ベオルンレッド 757   | ベオルンレッド 757   | ベオルンレッド 757   | ベオルンレッド 757   | ベオルンレッド 757   | ベオルンレッド 757   |  |  | オファ 757-796   | オファ 757-796 | オファ 757-796 | オファ 757-796 | オファ 757-796 | オファ 757-796 |  |  |                |                |                |                |                |                |  |  |                    |                    |                    |                    |                    |                    |                   |                   |                        |                        |                        |                        |                        |                        |  |  |  |  |  |  |  |  |  |  |  |  |  |  |  |  |  |  |  |  |  |  |  |  |  |  |  |  |  |  |
|  |  |  |  | ベオルンレッド 757   | ベオルンレッド 757   | ベオルンレッド 757   | ベオルンレッド 757   | ベオルンレッド 757   | ベオルンレッド 757   |  |  | オファ 757-796   | オファ 757-796 | オファ 757-796 | オファ 757-796 | オファ 757-796 | オファ 757-796 |  |  |                |                |                |                |                |                |  |  |                    |                    |                    |                    |                    |                    |                   |                   |                        |                        |                        |                        |                        |                        |  |  |  |  |  |  |  |  |  |  |  |  |  |  |  |  |  |  |  |  |  |  |  |  |  |  |  |  |  |  |
|  |  |  |  |                      |                      |                      |                      |                      |                      |  |  | エグフリッド 796 |                |                |                |                |                |  |  |                |                |                |                |                |                |  |  |                    |                    |                    |                    |                    |                    |                   |                   |                        |                        |                        |                        |                        |                        |  |  |  |  |  |  |  |  |  |  |  |  |  |  |  |  |  |  |  |  |  |  |  |  |  |  |  |  |  |  |

## 統治初期、ミッドランドとエセックス王国
716年からマーシアを支配してきたエゼルバルドは757年に暗殺された。ベーダ『英国民教会史』の続編（ベーダの死後匿名によって書き足された部分）には、王は「夜、護衛によって不誠実な方法で殺害された」とあるが、暗殺の動機については言及がない。エゼルバルドの死後、ベオルンレッドが跡を継いで王となったが、この人物について詳細はほとんど分かっていない。ベーダ『教会史』続編にはベオルンレッドが「わずかな期間、不幸に」統治し、続いて「同年、オファが、流血によってマーシア王国を手にいれようと目論み、ベオルンレッドを敗走させた」とある。ただし、789年の勅許状には「オファ治世31年目」との記述があるため、758年になるまで王位に就いていなかった可能性はある。

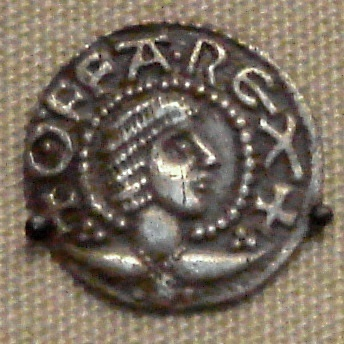
オファの銀貨

王位継承を巡って戦いがあったということは、オファは長年マーシアの属国であったウィッチェやマゴンサエテなどに対する支配を再度確立する必要があったことを意味する。オファ治世最初の2年間の勅許状にはウィッチェの王を "reguli" または "kinglet" （小国王）としている。マゴンサエテに対する支配は早急に確立したものとみえ、740年を最後に同国独立の支配者の名は記録がない。リンジー王国に対してもオファはおそらくかなり早い段階で支配権を確立したとみられ、リンジー王家の記録はこの頃消滅していることが分かっている。
8世紀のエセックス王国（東サクソン王国）の歴史についてはほとんど分かっていないが、エセックス王国の一部であったロンドンとミドルセックスはエゼルバルドの時代にはマーシアの手に落ちていたことが資料からうかがえる。エゼルバルドもオファも、ミドルセックスとロンドンの土地を望むまま与えていた。767年のオファの勅許状では、現地王を証人とすることなくハーロウの土地処分についての記載があり、ロンドンもミドルセックスもオファ治世の始まりのころからオファ支配下にあったとみられる。エセックス王家は8世紀まで存続していたため、エセックス王国では8世紀のほとんどまたはすべての期間、マーシアの強い影響下で、現地王家を維持していた可能性が高い。
オファが治世の初期から古くからのマーシア中心地以外で大きな影響力を持っていたとは考えにくい。エゼルバルドによって獲得したイングランド南部の支配権は、継承権をめぐる内戦の間に崩壊したように見え、オファがケントに影響力を持っていたという史料が得られる764年までは、マーシアの勢力が再び拡大することはなかった。

## ケント王国とサセックス王国

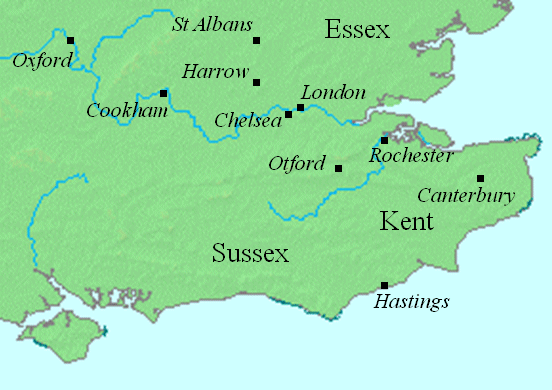
イングランド南東部図

762年以降、ケント王国の政治的不安定さをオファは利用したものと見られる。ケント王国には古くから共同王制の伝統があり、東と西のケントを別々の王が治めていたが、通常はどちらか1人の王が支配的であった。762年以前のケントにはエゼルベルト2世 (Æthelbert II of Kent) とエドベルト1世 (Eadbert I of Kent) という二人の王がおり、エドベルト1世の息子エルドウルフ (Eardwulf) も王とする記録がある。だが762年にエゼルベルトが死去すると、エドベルトとエルドウルフへの言及もこの年が最後となり、翌年からの2年間はシゲレド (Sigered of Kent) 、イアンモンド (Eanmund of Kent) 、ヘアベルト (Heaberht of Kent) らをケント王とする資料がみられる。例えば764年、オファは自らの名の下にロチェスター所領を勅許したが、このとき証人欄にはケント王としてヘアベルトの名が記載されている。この他、765年にオファが承認した勅許状にはヘアベルトと共にエグバート2世 (Ecgberht II of Kent) もケント王として名を連ねている。このことからオファがケントに影響力を持っていたことは明白で、ヘアベルトはオファの傀儡として王位に据えられたとする説もある。ただし、オファがその後もケントに対して宗主権を保持し続けていたかについては歴史家の意見が分かれる。あるときオファは「主君が割り当てた土地を、主君が証人となることなしに他の者に委ねるのは誤りである」という理由で、エグバートの勅許を取り消したことが知られているが、エグバートが最初に勅許を出した日付は不明であり、オファがそれを取り消した日付も不明である。オファが764年から少なくとも776年までケントの宗主権を保持していた可能性はある。765年から776年までの期間オファがケント王国に直接関与していた証拠資料は774年にケントの土地許与を記録した2通の勅許状など限られており、その勅許状自体も信憑性が疑問視されていることから、776年以前にケントに介入していたのは764年から765年のみの可能性がある。
『アングロサクソン年代記』774年の項には「マーシア人とケント人がオットフォードで戦った」という記述あるが、その戦闘の結末については記されていない。伝統的にはマーシアが勝利したと解釈されているが、785年まではオファがケントにおける王権を確立したという証拠はない。また784年の勅許状にはケント王エルムンドの名前のみが記載されていることから、オットフォードで敗れたのはマーシアの方であったことが示唆される。紛争の原因については明らかでない。もしオファが776年より前からケントを支配していたのであれば、オットフォードの戦いはマーシア支配に対する反乱であった可能性もある。しかしながら、エルムンドの名が歴史記録上に現れるのはこれ一度きりで、785年から789年までの一連の勅許状はオファにより発行されたものであることからもその権威は明らかである。この期間オファはケントを「マーシア王国の一州」として扱っており、その行動は、通常の支配関係を超えて、ケントの併合や地方の王族の排除にまで及んだものと見られる。785年以降、ある歴史家の言葉を借りれば、「オファはケント王らの大君主ではなく、ライバルであった」。マーシアの支配はオファが死去する796年まで続き、その後エドベルト3世が一時的ではあるがケントの独立を取り戻すことに成功した。
ケント王エルムンドはウェセックス王エグバートの父親とされ、オファが780年代中頃にケントへ干渉したことがエグバートのフランク王国への亡命（追放）へとつながった可能性もある。『年代記』によれば、エグバートが825年にケントを襲撃した際、南東部の人々はエグバート側についた、なぜなら「昔彼らは誤ってエグバートの親族から引き離された人々だったからだ」。これはおそらくエルムンドへの暗示である可能性が高く、エルムンドが南東部の王国の局地的な支配権を持っていたことを意味するかもしれない。もしそうなら、オファの介入はおそらくこの関係の支配を獲得し、関連する王国の支配を引き継ぐことを意図していたと思われる。
オファのサセックス王国への関与の証拠は勅許状から出ており、ケントと同様、事態の推移について歴史家の間に統一した見解は見られない。サセックスの王たちに関係する証拠がほとんど残っていないことは、同時に複数の王が統治していたことを示している。サセックス西部の王たちはオファ治世の初期段階からその権威を認めていたとされるが、サセックス東部（ヘイスティングス周辺の地域）はそれほど容易に服従しなかった。12世紀の年代記作者ダラムのシメオンは771年オファは「ヘイスティングスの人々」を破ったと記しており、これはオファの支配がサセックス国全体に広がったことの記録と言えるかもしれない。
しかし、この説を裏付ける勅許状の信憑性については疑念が表明されており、オファのサセックスへの直接的な関与は770-71年頃の短い期間に限られていた可能性がある。772年以降、790年頃までマーシアのサセックスへの関与を示す証拠はなく、オファがケント国と同様に780年代後半にサセックスの支配権を獲得したのかもしれない。

## イースト・アングリア、ウェセックス、ノーサンブリア

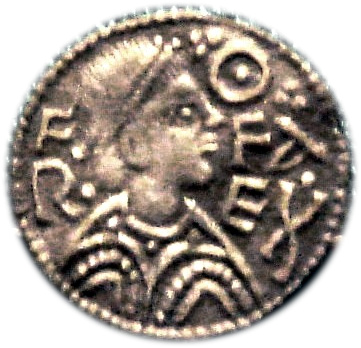
オファのペニー銀貨

イースト・アングリア王国ではベオナが、おそらく758年には王となっていた。ベオナはオファよりも先に貨幣鋳造を行っていた王で、このことはイースト・アングリアがマーシアから独立していたことを示唆する。その後のイースト・アングリアの歴史については不明な部分が多いが、779年にエゼルベルト2世が王となり、独自の硬貨を発行するなどある程度マーシアから独立した関係であったことがうかがえる。『アングロサクソン年代記』794年の項には「王オファは王エゼルベルトの首を刎ねるよう命じた」との記述がある。オファは790年代初めにイースト・アングリアでペニー貨を鋳造しており、おそらくはエゼルベルトがオファに対して叛乱を起こし、その結果として斬首されたものと見られている。エゼルベルトはオファの妻キュネスリスの謀略によって殺害されたとする資料も残っているが、これらの最初期の写本は11世紀から12世紀のもので、近年の歴史家は史実とみなしていない。エゼルベルトはサットン・セント・マイケル（Sutton St. Michael）で殺害され4マイル（6km）南のヘレフォードに埋葬されたとする言い伝えもあり、ヘレフォードではエゼルベルトを崇拝するものたちが増え一時はカンタベリーに次ぐ巡礼地となった。
マーシアの南にあるウェセックス王国では757年にキュネウルフが王位に就きマーシア王エゼルバルドが侵略した国土の大半を奪還した。オファは779年のベンジングトンの戦い (Battle of Bensington) （於オックスフォードシャー）でキュネウルフを破りテムズ川沿いの領地を取り戻した。内容の確かな勅許状においてこの年より前にキュネウルフがオファに従属していたことを示すものはなく、またオファがキュネウルフの大君主（overload）であったとする形跡もない。786年、キュネウルフが暗殺された後、オファの介入によりベオルトリッチがウェセックス王となった。ただし、この介入がなかったとしても、ベオルトリッチがオファをある程度自分の大君主として認識するまで時間はかからなかったものと見られている。オファの硬貨はウェセックス中で使用され、ベオルトリッチが自らの硬貨を鋳造したのはオファの死後からであった。789年、ベオルトリッチはオファの娘エアドブルフ  (Eadburh)  と結婚。年代記の記述によれば二人の王は共同でエグバートをフランク王国に「3年間」追放し「ベオルトリッチはオファを助けた。なぜなら彼の娘を王妃に迎えていたからだ。」。なお年代記の「3年間」という記述は「13年間」の誤り、すなわちエグバート亡命は789年から802年まで続いていたとする歴史家もいるが、この解釈には異論もある。アルフレッド大王の伝記を著した9世紀の修道士アッサーはエアドブルフについてこう書き残した。アッサーによればエアドブルフは「国中ほぼすべてに及ぶ権力を持ち」「彼女の父親がそうであったように、あたかも暴君のごとくふるまうようになった。」
エアドブルフがどんな権力を行使したにせよ、それが宗主である父オファに由来するものであったことは間違いない。
仮にオファが779年にキュネウルフを下すまでウェセックスで優位な立場を得られなかったのだとすると川の南側での成功は、南東部への介入に必要な前提条件だったのかもしれない。この説は、一部の歴史家の説のとおりオファは764-765年以降ケントに対する支配権を確立していなかったことにもなる。この説は一部の歴史家が信じているように、オファが764-65年以降のケントを支配していなかったことも前提としている。
792年オファの娘エルフレダ (Ælfflæd of Mercia) とノーサンブリア王エゼルレッド1世 (Æthelred I of Northumbria) がキャタリック (Catterick, North Yorkshire) で結婚し、オファの軍事同盟はノーサンブリア王国まで拡大した。ただし、オファ治世においてノーサンブリアがマーシアに従属した形跡はない。

## ウェールズとオファの防塁
オファはウェールズの諸王国とたびたび紛争を起こした。10世紀の年代記『カンブリア年代記』には760年ヘレフォードでウェールズとマーシアの戦いがあったことが記載されており、778年と784年の項には「オファによってウェールズが荒廃させられた」とする趣旨の記述もある。

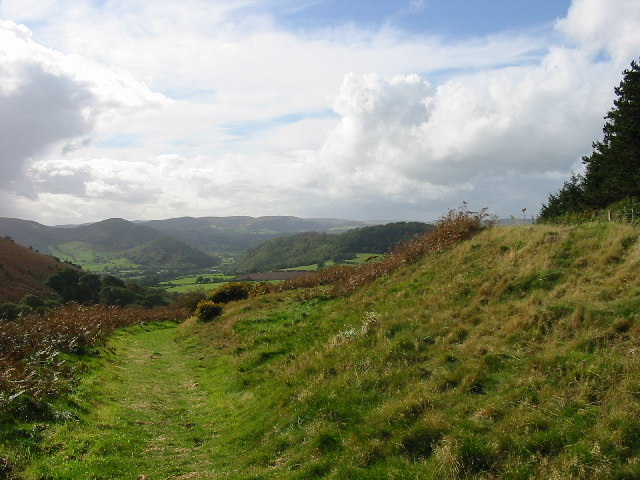
ヘレフォードシャーのナイル（Knill）村から見たオファの防塁

オファの防塁は、オファ時代に造られた建造物として広く知られる遺構で、イングランドとウェールズの境界にほぼ沿って築かれた長大な土塁である。修道士アッサーはこの防塁について『アルフレッド大王伝』にこう記した。
「とある勇猛な国王（略）その名はオッファ。また、彼はウェイルズとマーシャの間を海から海へ及ぶ大規模な土防壁を造らせた。」—（小田卓爾訳『アルフレッド大王伝』中公文庫）。
土塁の年代が考古学的方法で求められた訳ではないが、ほとんどの歴史家はアッサーのこの記述を疑いなく許容している。ウェールズ語でも英語でも古くからオファの防塁（英語：Offa's Dyke、ウェールズ語： Clawdd Offa）と呼ばれていることもこのことを後押しする。アッサーの書には「海から海へ及ぶ」との記述があるが、実際はウェールズ・イングランド境界の3分の2程度で、北端は海から内陸に5マイル(8 km)ほどのスランバニズ村（Llanfynydd）、南端はブリストル海峡から50マイル(80 km)ほど離れたヘレフォードシャー、キングトン近くのラショックヒル（Rushock Hill）で、全長は約64マイル（103km）である。今日のイングランド・ウェールズの国境はヘンリー8世のウェールズ連合法（合同法、1536年。Laws in Wales Acts）によって定められたものだが一部を除いてオファの防塁と重なっており、ヘンリー8世も国境設定にあたりオファの防塁を参考とした可能性は高い。ウェールズとの国境沿いには他にも土塁があり、その中でもワットの防塁 (en:Wat's Dyke) は最大級のものだが、各々築かれた年代が不明確で比較し得ないため、オファの防塁がワットの防塁を真似たものなのか、それともワットの防塁がオファの防塁から着想を得て築かれたものなのかを特定することはできない。

オファの防塁の構造。西（ポウィス）側に堀、東（マーシア）側に堤が配置されている。

防塁は西側に堀、東側に堤を配した構造であり、西のウェールズからの攻撃を防ぐ防壁として、またウェールズ側の動きを一望できる場所として建設されたとみられる。このことは防塁を建設したマーシア側が最適な場所を自由に選んでいたことを示唆するものである。防塁の西側には、8世紀までイングランド側であったことを示唆する名前の村落があるため、マーシアは防塁の場所を選ぶ際に、意図的に一部の領土をブリトン人（ウェールズ）に明け渡した可能性もある。あるいは、これらの村落は防塁建設前にウェールズ人によって奪われていたかもしれず、この場合防塁建設の主眼は防衛にあったとみることもできる。
防塁の建設には膨大な費用と労働力が必要となるため、これを作らせた王（オファであろうと誰であろうと）はかなりの財力を持っていたことがうかがえる。ワットの防塁や現在のドイツにあるダーネヴィアケといった同時代の防塁、そして数千年前のストーンヘンジなど、大規模な建設プロジェクトは他にも存在するが、オファの防塁はこれらと比較した上でも、文字使用以前のブリテン島住民による最大かつ最後の大規模建築物であると考えることができる。

## 教会
オファはキリスト教の王として統治していたが、カール大帝（シャルルマーニュ）の相談役であったアルクィンから、その敬虔さと「神の戒律を人々に教える」努力を称賛されたにもかかわらず,、カンタベリー大司教であったイェンバートと対立することになった。イェンバートはケント王エグバート2世の支持者であったため、760年代にオファがケントに介入した際に対立することになったのではないかと思われる。オファはエグバートがカンタベリーに与えていた献金を取り消したこと、イェンバートはオファの所有地であったクックハム (Cookham) にある修道院の領有権を主張したことも知られている。
786年、教皇ハドリアヌス1世はイングランドに教皇特使を派遣して教会の状態を評価し、イングランドの王、貴族、聖職者の指導のために公案（教皇令）を発布した。これは、597年に教皇グレゴリウス1世がアングロサクソン人を改宗させるためにアウグスティヌスを派遣して以来、初めてのイングランドへの教皇の使節団であった。
公使はオスティアの司教ゲオルギウス（George）とトーディの司教テオフィラクトス（Theophylact）であった。二人は最初にカンタベリーを訪問し、その後、オファの宮廷に迎えられた。オファと西サクソン人の王キュネウルフの両名が出席した評議会では、使節団の目標が話し合われた。ゲオルギウスはその後ノーサンブリアに行き、テオフィラクトスはマーシアと「イングランドの一部」を訪問した。公使館から教皇ハドリアヌスに送られた宣教報告書には、ゲオルギウスがノーサンブリアで開催した評議会の詳細とそこで発行された公約が記載されているが、テオフィラクトスの宣教に関する詳細はほとんど残されていない。北部評議会の後、ゲオルギウスは南部に戻り、別の評議会が開かれ、オファとイェンバートの両名が出席してさらなる公会議が開かれた。

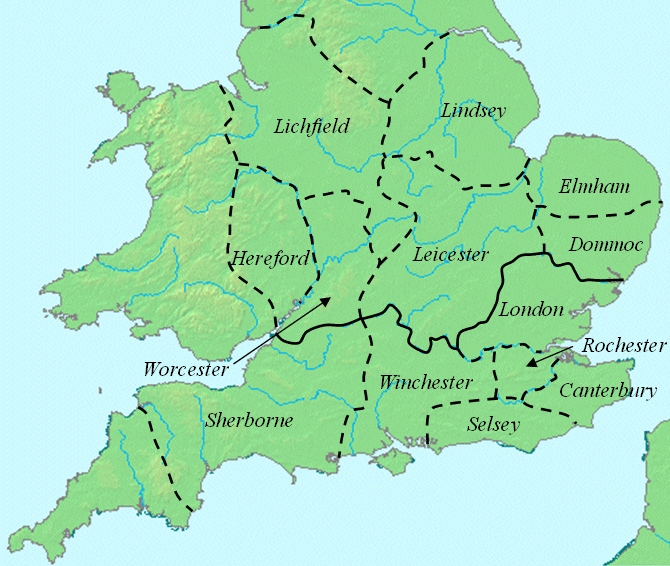
オファ治世のイングランド教区。リッチフィールド区とカンタベリー区の境界は太線

787年、オファはリッチフィールドにライバルとなる大司教区を設立し、カンタベリーの勢力を縮小することに成功した。現存する記録には記載されていないが、この問題は間違いなく786年に教皇特使たちと議論されたとみられる。『アングロサクソン年代記』によると、787年にチェルシーで行われた「論争の多い教会会議（contentious synod）」で新大司教座の創設が承認されたという。
この会議は使節団が開催した第2回教会会議と同じ会議であったことが示唆されているが、この問題については歴史家の間では意見が分かれている。リッチフィールド司教であったヒゲベルフト (Hygeberht) は、新しい大司教区の最初で唯一の大司教となり、788年末にはローマから権威の象徴であるパリウムを受領した。
新しい大司教区には、ウスター、ヘレフォード、レスター、リンジー、ドモック、エルハムの各区が含まれていた。これらは基本的にアングリア地方の中南部の教区で、カンタベリーはイングランド南部と南東部の教区を保持した。
オファの治世が終わった後、新しい大司教座の創設に関する記述はほとんど見られなくなる。オファの死後まもなくマーシアの王となったケンウルフと教皇レオ3世との間で交わされた、798年の書簡という形でこの件に関する2つの説が示された。ケンウルフは手紙の中で、オファはイェンバートへの敵対心から新しい大司教区の創設を望んでいたと主張したが、レオは、教皇庁が創設に同意した唯一の理由は、マーシア王国の規模が大きかったからだと答えている。ケンウルフとレオはどちらも、自分たちがしたように状況を表現するための独自の理由を持っていた。ケンウルフはロンドンを南部唯一の大司教区にするようレオに懇願していたが、レオは、ケンウルフがオファに押し付けた称賛に値しない動機に共謀しているように見えるのを避けたいと考えていた。したがって、これらは偏った意見である。しかし、オファの国の大きさとイェンバートやケントとの関係は、いずれもオファが新大司教区の創設を求めた要因であった可能性は高い。ケンウルフの見解を裏付けるのがアルクィンが大司教エゼルヘルドに宛てた手紙で、アルクィンはカンタベリーの大司教区は「合理的な配慮ではなく、権力に対するある種の欲望によって」分割されたとの見方を示した。一方エゼルヘルド自身は後に、リッチフィールド大司教へのパリウム授与は「欺瞞と誤解を招く提案」に基づいていたと述べている。
リッチフィールドに大司教座が創設されたもう一つの理由は、オファの息子であるエグフリッドに関係していると考えられている。ヒゲベルフトは大司教になった後エグフリッドを王として戴冠式（聖別式）を行った。この儀式は、ヒゲベルフトの昇進から1年以内に行われている。イェンバートは戴冠式の挙行を拒否し、オファはそのため別の大司教を必要としていた可能性がある。この儀式自体には以下の2つの理由から注目すべきものであった。それは、記録に残っているイングランド王の最初の戴冠式であることと、父親がまだ生きている間に息子エグフリッドの王権を確立したという点で稀なことであった。オファはカール大帝の息子ピピンとルイが教皇ハドリアヌス1世によって戴冠されたことを知っていただろうし、おそらくフランク宮廷の威厳を見習おうと思ったのかもしれない。ただし、生前譲位の例は他も存在する。マーシア王エゼルレッドは存命中に息子ケンレッド (Coenred of Mercia) を王に指名したと言われており、さらにオファはビザンツ帝国における聖職者による皇帝戴冠という風習を知っていた可能性がある。
新しい大司教区が創設されたにもかかわらず、イェンバートはイングランドにおける上級聖職者としての地位を維持し、ヒゲベルフトはその地位を譲歩した。792年にイェンバートが死去し、後任にエゼルヘルドが就任した。エゼルヘルドの名は勅許状の証人欄に記載されるようになり、ヒゲベルフトのいない合同会議でも議長を務めるようになったため、オファはカンタベリーの権威を尊重し続けていたと考えられる。
教皇ハドリアヌスからカール大帝に宛てた手紙の中にはオファについて言及したものが残されているが、日付は不明で、早くて784年遅ければ791年のものとされている。この手紙の中でハドリアヌスは、ある噂を語っている。それはオファがカール大帝に、ハドリアヌスを退位させ、フランク人の教皇に交代させることを提案したというものであった。ハドリアヌスはその噂を信じたことを一切否定しているが、それが彼の懸念事項であったことは明らかである。ハドリアヌスが噂の出所とした人物の名は書簡には記されていない。この書簡が786年のイングランドへの特使派遣に関係しているかどうかは不明であるが、もしそれより前に書かれていたとすれば特使派遣は和解のためのものであったかもしれないものの、この書簡は宣教の後に書かれた可能性が高い。
オファはキリスト教教会を惜しみなく支援し、たびたび聖ペトロに捧げた教会や修道院を設立した。おそらく790年代初頭に設立されたとみられるセント・オールバンズ大聖堂もその一つである。オファはまた、ローマへ毎年365マンクス (mancus) の貢納を行っていた。マンクスとは銀貨30ペニーに相当する貨幣単位で、当時フランク王国で流通していたアッバース朝の金貨を模倣して作られた金貨である（擬クーフィー様式）。宗教施設の管理は、当時の為政者が家族を養うためにとった方法の一つで、そのためにオファは（教皇から勅許を得ることで）宗教施設の多くが彼の死後も妻や子供たちの所有物であり続けることを保証した。このように宗教的施設を世俗的な所有物として扱う方針は、8世紀初頭からの、平民に土地を割り当てるのではなく小規模な聖職者への寄進や寄付などが記載されていた勅許状からの変化が見て取れる。
770年代には、エゼルブルフ（Ætheltburh、オファの娘と同一人物である可能性がある）という名の修道院長がウィッチェの領内にある宗教施設を複数所有して貸し付けており、あたかも「投機家がポートフォリオを組んでいるかように見える」とも言われている。エゼルブルフがこれらの土地を所有したことは、キュネスリスが宗教関係の土地を支配していたことを示唆しており、このパターンは9世紀初頭ケンウルフ王の娘であるCwoenthrythによっても継続されていた。
オファ、あるいはウェセックスのイネ王のどちらかが、現在のローマのリーオーネ（Roman rione）またはボルゴ（Borgo）地区に、ローマのスコラ・サクソヌム（Schola Saxonum）を設立したとされている。Schola Saxonumはローマで奉仕していたサクソン人の民兵にその名の由来を持つが、最終的にはイングランドからの観光客のためのホステルとして発展した。

## 大陸との関係
オファのヨーロッパとの外交関係は記録が多く残されているが、その年代はオファ治世最後の十数年間に限られたものと見られている。780年代後半もしくは790年代前半に書かれた手紙の中で、カール大帝（シャルルマーニュ）の顧問である修道士アルクィンはオファが教育を奨励していることを祝福し、オファの妻キュネスリスと息子エグフリッドへも挨拶の言葉を書き添えている。789年頃、あるいはその少し前、カール大帝は、息子カールとオファの娘の一人、おそらくはエルフレダ（Ælfflæd）との結婚を提案した。これを受けてオファは、息子エグフリッドとカール大帝の娘ベルタとの結婚を要求した。カール大帝はこの要求に激怒し、イングランドとの接触を断絶、イングランド船の領内入港を禁止した。アルクィンの手紙によれば、790年の終わりになっても紛争はまだ解決されておらず、アルクィンは和平のために派遣されることを望んでいたことを明らかにしている。最終的には、聖ワンドリル修道院 (Abbey of Saint Wandrille) 院長ゲルヴォルド (Saint Gervold) の仲介などもあり国交は回復した。
カール大帝は794年のフランクフルト教会会議にイングランド司教を参加させた。この教会会議は787年の第2ニカイア公会議で可決された公会議決議は否定し、イスパニア司教フェリクス (Felix (bishop of Urgell))  とエリパンドゥス (Elipando)  の2人を異端として非難するものであった。796年、カール大帝はオファに手紙を書いた。これは先にオファがカール大帝に宛てた手紙に対する返信であり、現存するイングランド外交史最古の文書である。書簡の内容は主に大陸におけるイングランド人巡礼者の地位と外交上の贈り物に関するものであるが、それはイングランド人とフランク人の関係について多くのことが明らかになる。カール大帝はオファを「わが親愛なる兄弟」と呼び、大陸からイングランドに送られた黒石や、イングランドからフランク人に送られたマント（おそらくは布地）の取引にも言及している。カール大帝の書簡はイングランドからの亡命者にも言及しており、その中にエドベルト3世と同一人物とみられるオッドベルト（Odberht）の名前を挙げている。ウェセックスのエグバートもまたオファからの亡命者であり、フランク宮廷に避難していた。カール大帝がオファに対する反乱分子への支援を政策の一部としていたことは明らかである。カール大帝はエグバートとエドベルトを保護しただけでなく、ノーザンブリア王エゼルレッドにも贈り物を送っている。796年までのイングランド南部での出来事はオファとカール大帝の争いとして描かれることもあるが、両者の力の差は歴然としていた。796年当時カール大帝は大西洋からハンガリー大平原まで広がる帝国の支配者であり、オファと次代マーシア王ケンウルフはそれに比べれば明らかにマイナーな存在であった。

## 政府
マーシアの王権の性質は、現存する限られた資料からは明らかではない。この時代のマーシア王の祖先については、主に二つの説がある。一つは、王家の異なる系統の子孫が王位を争っていたという説である。例えば、7世紀半ばには、ペンダは征服した地方の支配権を王家の血縁者に握らせていた。もう一つは、地方に権力基盤を持つ血縁者集団が互いに王の後継を争っていたケースである。このような権力基盤の例としてはウィッチェ、トムセテ (Tomsaete) 、詳細不明のガイニ (Gaini) といった小国が挙げられる。この場合婚姻関係もその一端を担っていたかもしれない。
競合する大物たち、つまり憲章では「公（dux、ドゥクス）」や「プリンス（prince）」と呼ばれている人たち（つまり指導者たち）が、王たちを権力の座につけたのかもしれない。
このモデルの場合、マーシア人の王は有力な貴族にすぎない。
オファはマーシア王位の安定性を高めようとしたようで、息子のエグフリッド（Ecgfrith）のために王族の血を引くライバルを排除し、属国の王の位を、時にはエアルドルマン（Ealdorman、貴族）の地位まで下げた。
オファの試みは最終的には失敗に終わった。エグフリッドは数か月しか政権を維持しておらず、9世紀のマーシアは複数の王族から王が立てられた。
オファは複数の防衛城市(burh、ブルフ。要塞化された町)を建設した形跡がある。その町がそうかは諸説あるが、ベッドフォード、ヘレフォード、ノーサンプトン、オックスフォード、スタンフォードなどがその候補に挙げられている。これらの城市は、防衛拠点であると同時に行政の中心地であり、さらに地域の市場としての役割も果たしていたと考えられており、マーシア経済がイングランド中西部の人々の集団としての起源から脱却したことを示している。これらの城市は、1世紀後にアルフレッド大王がデーン人の侵略に対処するために築いた防衛網の前身となった。しかし、オファは必ずしも城市（ブルフ）による経済的変化を理解していたわけではないので、その利点をすべて想定していたとは考えにくい。749年、エゼルバルド王は勅許状を発行し、トゥリノダ・ネケシタス（trinoda necessitas、「軍役」「橋梁の築造・修繕」「防塁・城壁の建造・防備」の三負担）の一部として、すべての人に課せられている砦および橋を建設する義務以外の義務から教会の土地所有者を解放した。オファがケントで発行した勅許状には、ケントの土地所有者に同じ義務が課せられていることが記されており、この義務がマーシア国外にも広がっていたことを示唆する。この義務は「異教徒の船乗り」の脅威に対するオファの対応策のひとつであった。
オファは自らの名の下で編纂した法典を発行したとされるが現存せず、唯一アルフレッド大王法典の序文で言及があるのみである。アルフレッドはオファ、ウェセックス王イネ、ケント王エゼルベルトらの法典から「最も公正」と認めた法律を自分の法典に盛り込んだと述べている。これらの法律は独立した法典であった可能性もあるが、アルフレッドは786年にマーシアを訪問した教皇特使の報告書と特使がマーシアに対して発布した法令を参照した可能性もある。

## ペニー銀貨の鋳造

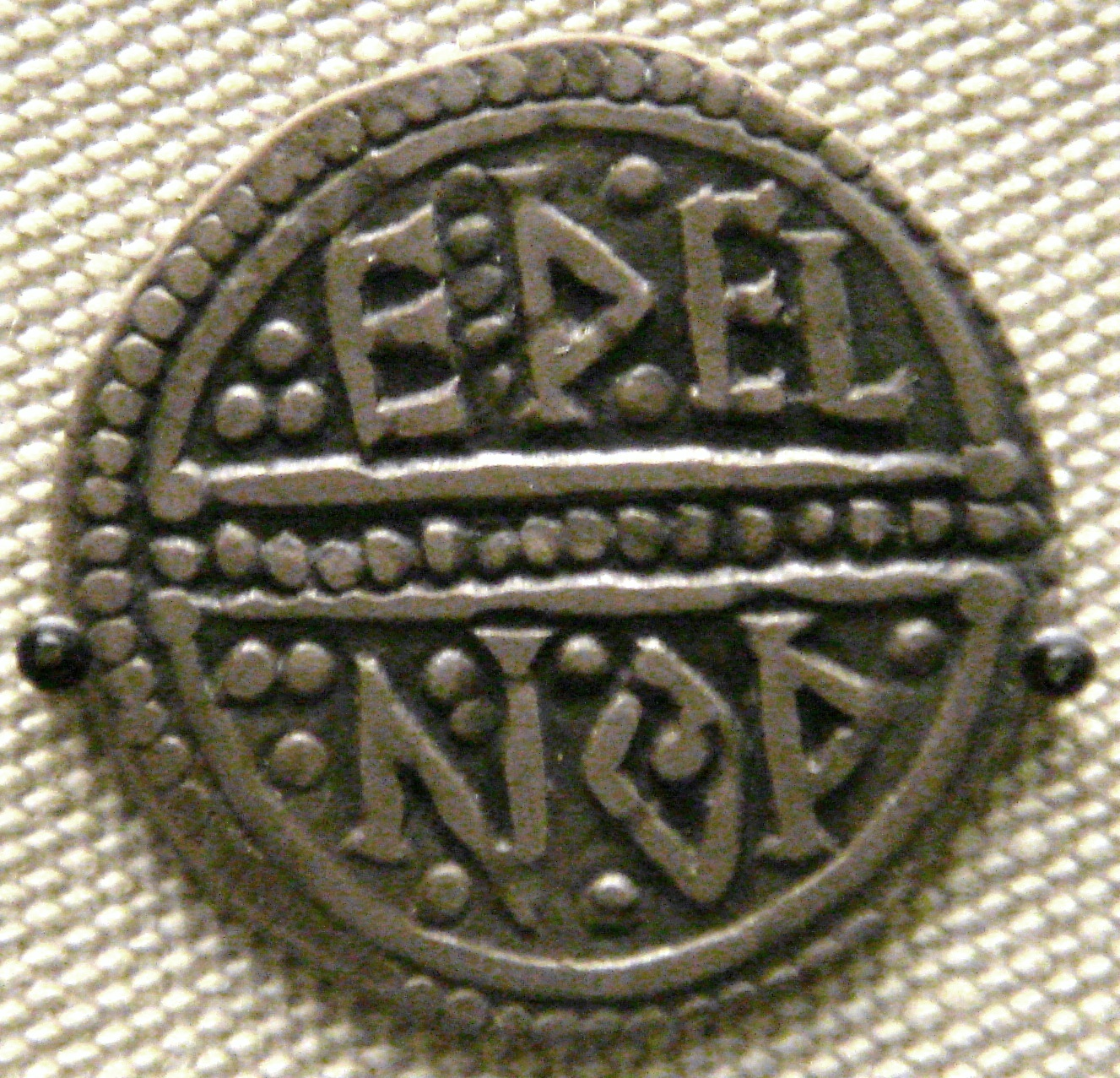
オファの硬貨の裏面。貨幣鋳造人であるエゼルノス (Ethelnoth) の名が刻まれている。（大英博物館所蔵）

8世紀初めごろ、イングランドではシャット（シェアト）という銀貨が発行されていたが、貨幣鋳造人や王の名前は刻まれていないものがほとんどであった。ウェセックス王イネの法典でも最少通貨の単位としてペニー（pæningas）の表記が見られるため、当時から人々はこの銀貨をペニーと呼んでいた可能性がある。このシャット銀貨は、おそらく主に760年代後半から770年代前半に鋳造されたものと考えられているが、おそらく790年代初頭までには次代の中量級の銀貨がオファによって発行されるようになった。この新硬貨は、以前のシャット銀貨よりも重く、幅広で、薄くなっており、同時代カロリング朝の通貨改革（ドゥニエ銀貨の導入）の影響を受けている。また、ほぼ例外なくオファの名前と硬貨を鋳造した造幣人の名前の両方が刻まれているのも特徴の一つである。こうした貨幣改革は、オファの造幣所以外にも広がっていたようで、イースト・アングリア、ケント、ウェセックスの王たちはすべて、この時期に新しい重さの硬貨を発行するようになった。
オファの時代の硬貨の中には、カンタベリー大司教であるイェンバートの名や、792年以降には大司教エゼルヘルドの名前が記されているものもある。イェンバートの硬貨はすべて、後の中量コインではなく初期の軽量コインに属している。また、780年代とそれ以前にロンドン司教エドベルト(Eadberht）が硬貨を発行したとする資料もある。オファはイェンバートとの対立により、エドベルトの鋳造権を認めたとみられるが、その後、リッチフィールド司教区が大司教区に昇格した際に、エドベルトの鋳造権は取り消された可能性がある。

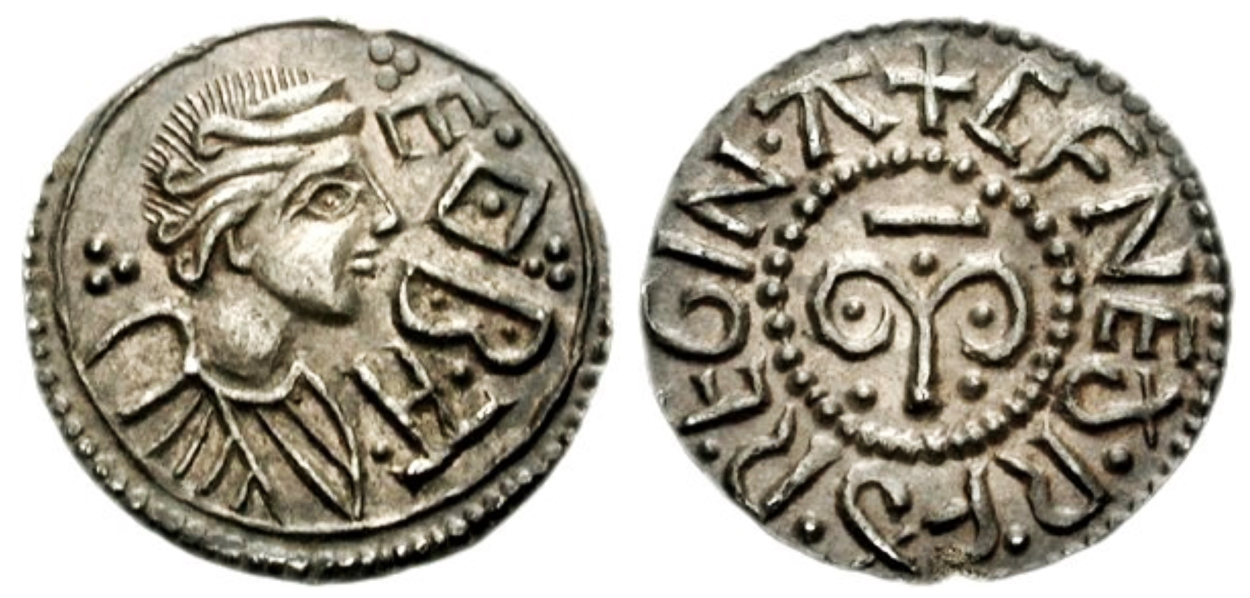
王妃キュネスリスの肖像が彫られた銀貨

中量型コインには、同時代フランク王国の通貨を凌駕する芸術性の高い意匠が施されていることが多く、描かれたオファの肖像は「アングロサクソン硬貨の歴史の中で唯一無二の繊細さを示す」と評されている。このオファの肖像には、髪をボリュームのあるカールにした「印象的でエレガントな」肖像や、前髪をつけてきつめのカールをしているもの、ペンダント付きのネックレスを身につけているものもある。こうした描写の多様性は、オファ硬貨の職人たちがインスピレーションの源となる様々な芸術的な情報源を利用できたことを示唆している。
オファの妻キュネスリス（Cynethryth）はアングロサクソンの王妃として硬貨に名前あるいは肖像が刻まれた唯一の人物で、貨幣鋳造人のエオバ（Eoba）が鋳造した注目すべきペニー硬貨のひとつである。これらはおそらく同時代のビザンツ皇帝コンスタンティヌス6世が生母である後の女帝エイレーネーの肖像を描いて鋳造したた金貨に由来するものとみられるが、このビザンツ金貨には横顔ではなく正面から見たイレーネの胸像が描かれており、キュネスリス硬貨はこれをそのまま模倣したものではない。
イェンバートが死去し792年から793年にかけてエゼルヘルドに交代する頃、オファは二度目の貨幣改革を行った。この「重量級の硬貨」は、ペニーの重さが再び増量され、すべての造幣所で標準化された肖像ではない意匠が導入された。このシリーズにはイェンバートやキュネスリスのコインは一枚も無いが、一方で大司教エゼルヘルドの硬貨はすべて新しい、重量級の硬貨であった。

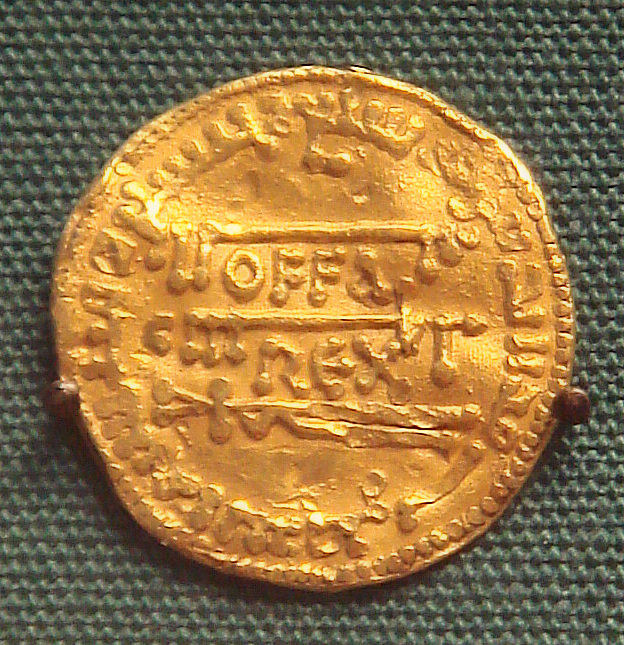
アッバース朝のディナール金貨を模したオファのマンクス金貨（774年）

オファが鋳造させた金貨も現存している。その一つは、774年にアッバース朝第2代カリフマンスール（Caliph Al-Mansur）が鋳造したディナール金貨を模倣した（擬クーフィー様式）金貨で、裏面中央には「Ofa Rex（オファ王）」の文字が打刻されている。一方、刻まれたアラビア語の文章には多くの誤りがあり、製作者がアラビア語を理解していなかったことは明らかである。この金貨はアンダルス（イスラム勢力下のスペイン）との交易のために作られたか、オファがローマと約束した年365マンクスの支払の一部として使われた可能性がある。この時代のアッバース朝ディナール金貨の複製品は他にもあるが、それがイングランド製かフランク製かは不明である。前者はオファの統治時代のものと考えられているが、後者はオファの統治時代、あるいは796年に王位に就いたケンウルフ時代のものである可能性がある。その用途についてははっきりとしたことは何もわかっていないが、施し物（恩賞）として使用するために鋳造されたとの見方もある。
造幣人の名が記されている硬貨は多いが、鋳造された造幣所が刻まれた硬貨はない。そのため、オファが使用した造幣所の数や場所は不明である。現在の説では、カンタベリー、ロチェスター、イースト・アングリア、ロンドンの4つの造幣所があったとされている。
オファの発行したペニー銀貨は品質や量目などが一定で通用力があり、14世紀半ばまでイングランド貨幣体制の基盤となる貨幣であった。「イギリス通貨の連続した歴史はオッファの時代に始ま」った（フランク・ステントン）とする見方もある。

## 称号
ほとんどの勅許状でオファが使用した称号は「Rex Merciorium」つまり「マーシアの王」であったが、時折「マーシアとその周辺諸国の王」と範囲を拡大した称号も使用した。また、勅許状の中には「Rex Anglorum」つまり「全アングル人の王」という称号を使用しているものもあり、これはオファの権力を大まかに表現したものとみなされてきた。だがこの点について、オファが「全アングル人の王（Rex Anglorum）」と名乗っているいくつかの勅許状には信憑性が疑われるものがあり、この称号がイングランド王の標準的な称号であった10世紀に偽造されたとする説もある。このためオファが実際にこの称号を使用していたことを示す最良の証拠は、勅許状ではなくコインということになる。ただし、"Of ℞ A "と刻まれたペニー硬貨もあるが、これが "Ofa Rex Anglorum "の略であることは確定的ではないと考えられている。
歴史家フランク・ステントンは著書『 Anglo-Saxon England 』の中で、オファはおそらく数多いイングランドの王の中でも最も偉大な王であると主張し「アングロサクソンの王の中で、これほど鋭い政治的感覚を持って世界全体を見ていた王は他にいなかった」と述べているが、歴史家の大多数はオファの業績はアングロサクソンの王たちの中でアルフレッド大王に次ぐものとみなしている。オファの治世はイングランドが統一へと移行する重要な段階であったとする説もかつてあったが、この分野の歴史家の間ではもはや一般的な見解ではない。ケンブリッジ大名誉教授であるサイモン・ケインズの言葉を借りれば「オファは権力欲に突き動かされたのであってイングランド統一というヴィジョンをもっていたわけではない。オファは名声を残したがレガシー（政治的遺産）は遺さなかった」。現在では、オファは自らをあくまで「マーシア王」と認識しており、その軍事的成功はマーシアがミッドランド諸国の盟主という位置づけからより強力で好戦的な王国へと変貌を遂げた過程の一部であったと考えられている

## 死と王位の承継
オファは796年7月29日に死去し、ベッドフォードに埋葬されたとされるが、勅許状に記された「Bedford」が今日のベッドフォードと同一かどうかは明らかでない。死後息子のエグフリッド（Ecgfrith）が後を継いだが、『アングロサクソン年代記』によれば「エグフリッドははわずか141日の治世の後に死んだ」という。
アルクィンが797年にマーシアのエアルドルマン（ealdorman、貴族）オズバート(Osbert)に宛てた手紙からは、オファが息子エグフリッドの王位継承を確実なものとするためにあらゆる手段を講じたことがうかがえる。その手紙によれば、エグフリッドは「自らの罪のために死んだのではない。王国を守るために父が流した血の復讐が息子に届いたのだ。息子に王国を譲るためにあの父親がどれだけの血を流したか、あなたもよく知っているだろう」。787年のエグフリッドの戴冠式に合わせてオファが王家の血を引くライバルを排除したことは明らかである。これはオファの血統を残すという観点から見ると裏目に出たようで、オファやエグフリッドの近親の男性の名は記録に残っておらず、エグフリッドの後継者となったケンウルフはオファの家系からは遠縁の人物であった。